# Biserica „Sf. Ioan Botezătorul” din Măgura

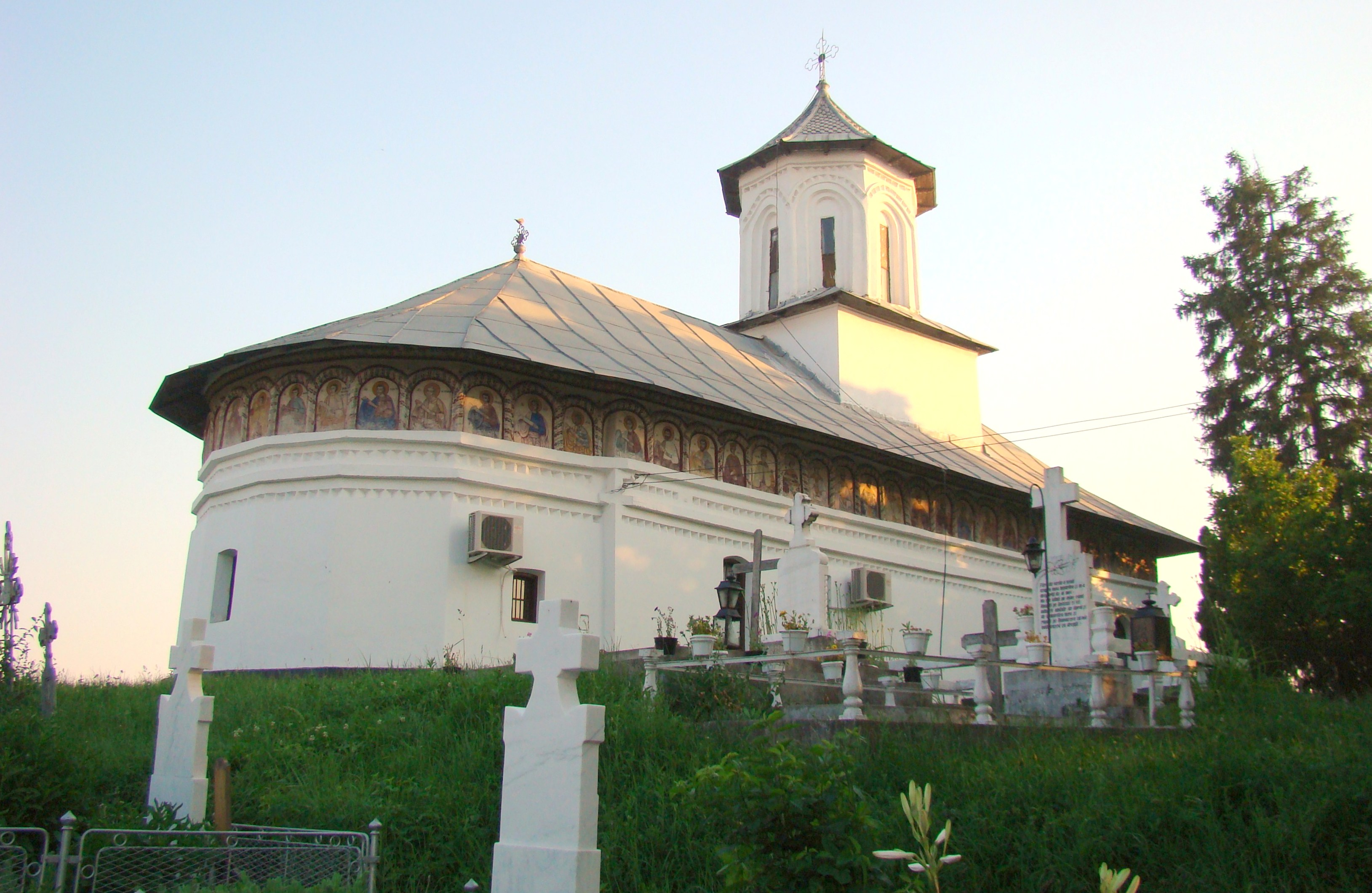
Biserica „Sf. Ioan Botezătorul” din Măgura, foto: iunie 2010.

Biserica de zid cu hramul „Sfântul Ioan Botezătorul” din Măgura, comuna Mihăești, județul Vâlcea, a fost construită în 1834. Biserica se află pe noua listă a monumentelor istorice sub codul LMI:  VL-II-m-B-09809. Biserica deservește satele Măgura, Munteni, Rugetu și Arsanca.

## Galerie de imagini

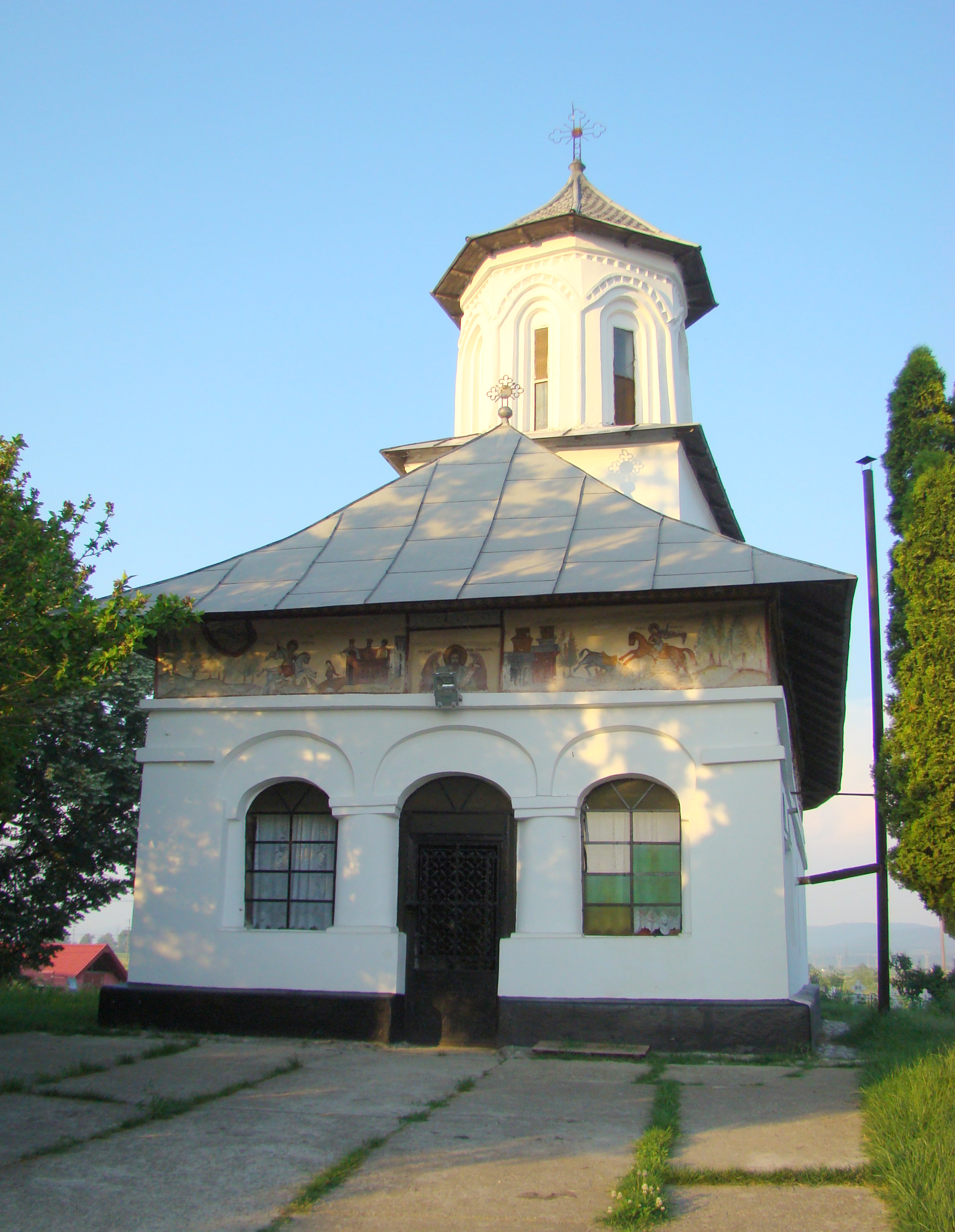
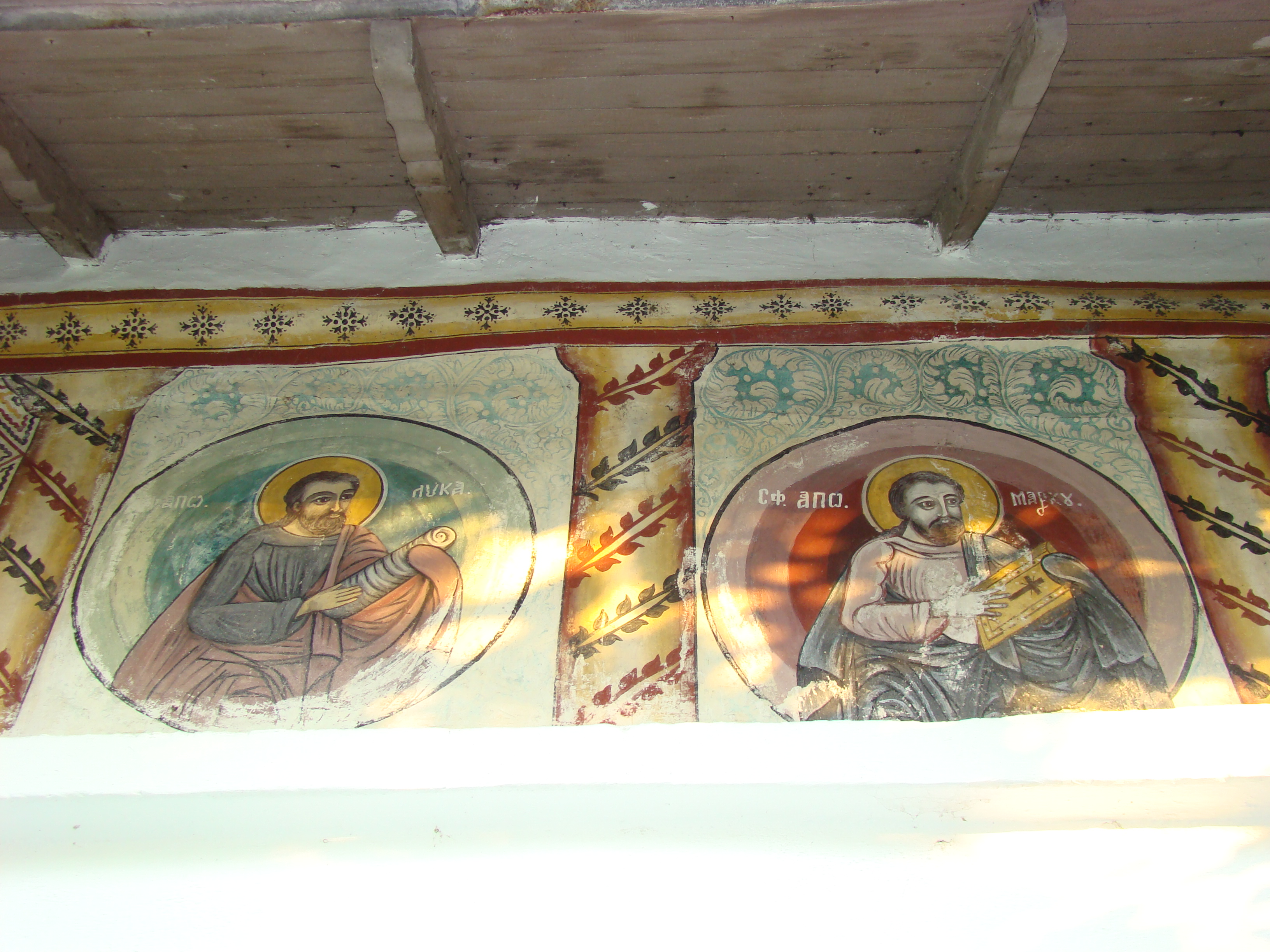
Pictura exterioară
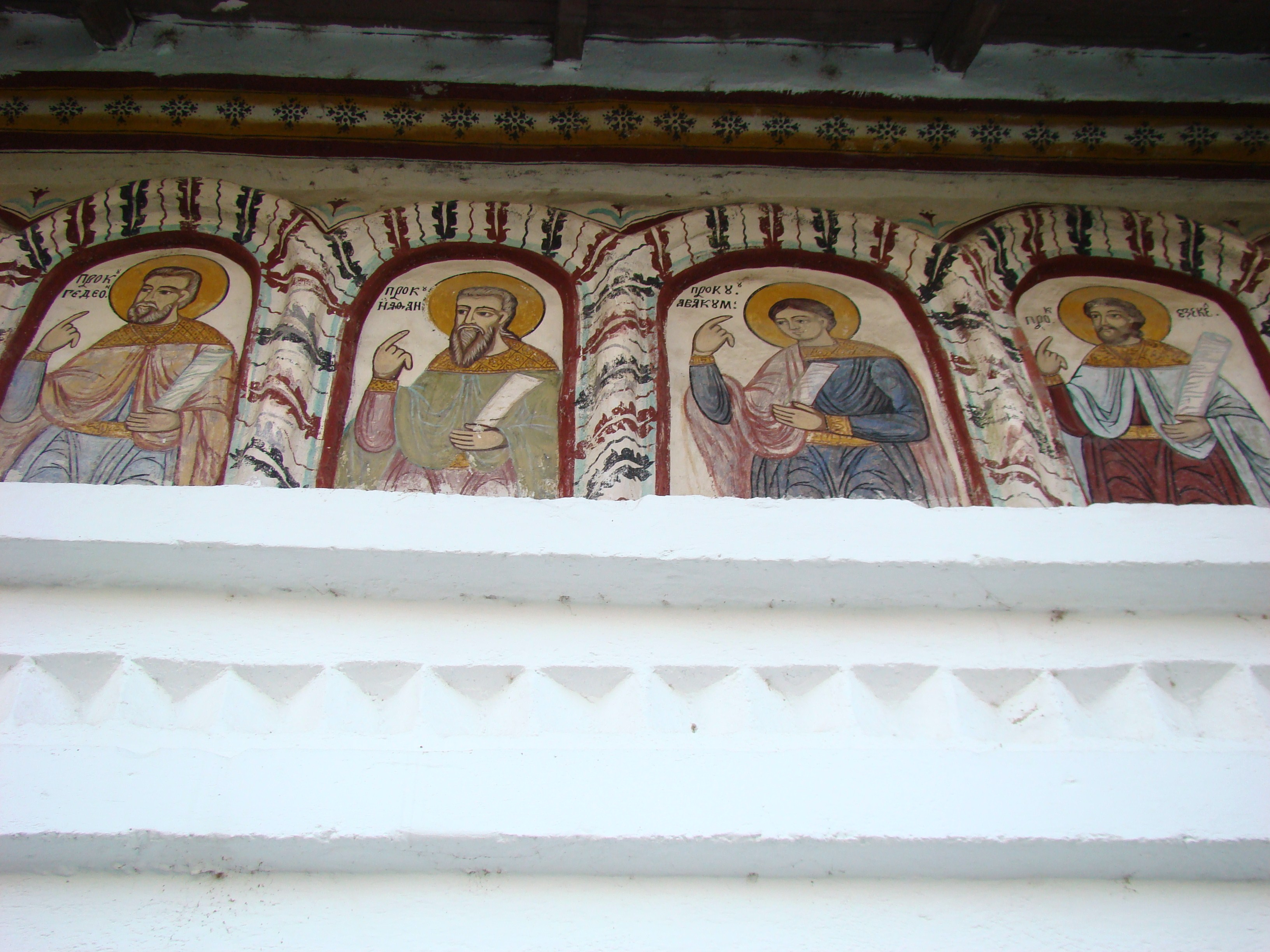
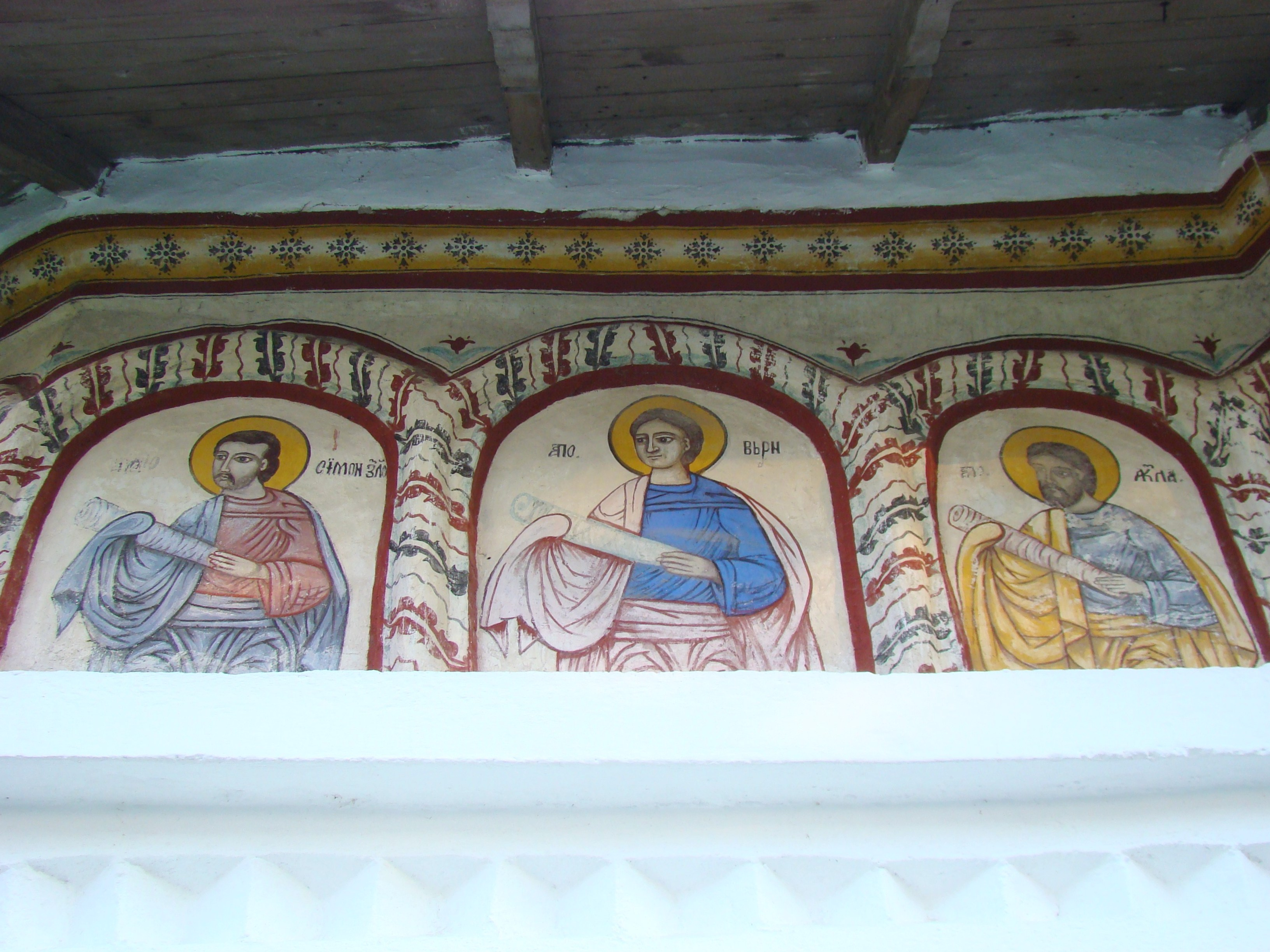
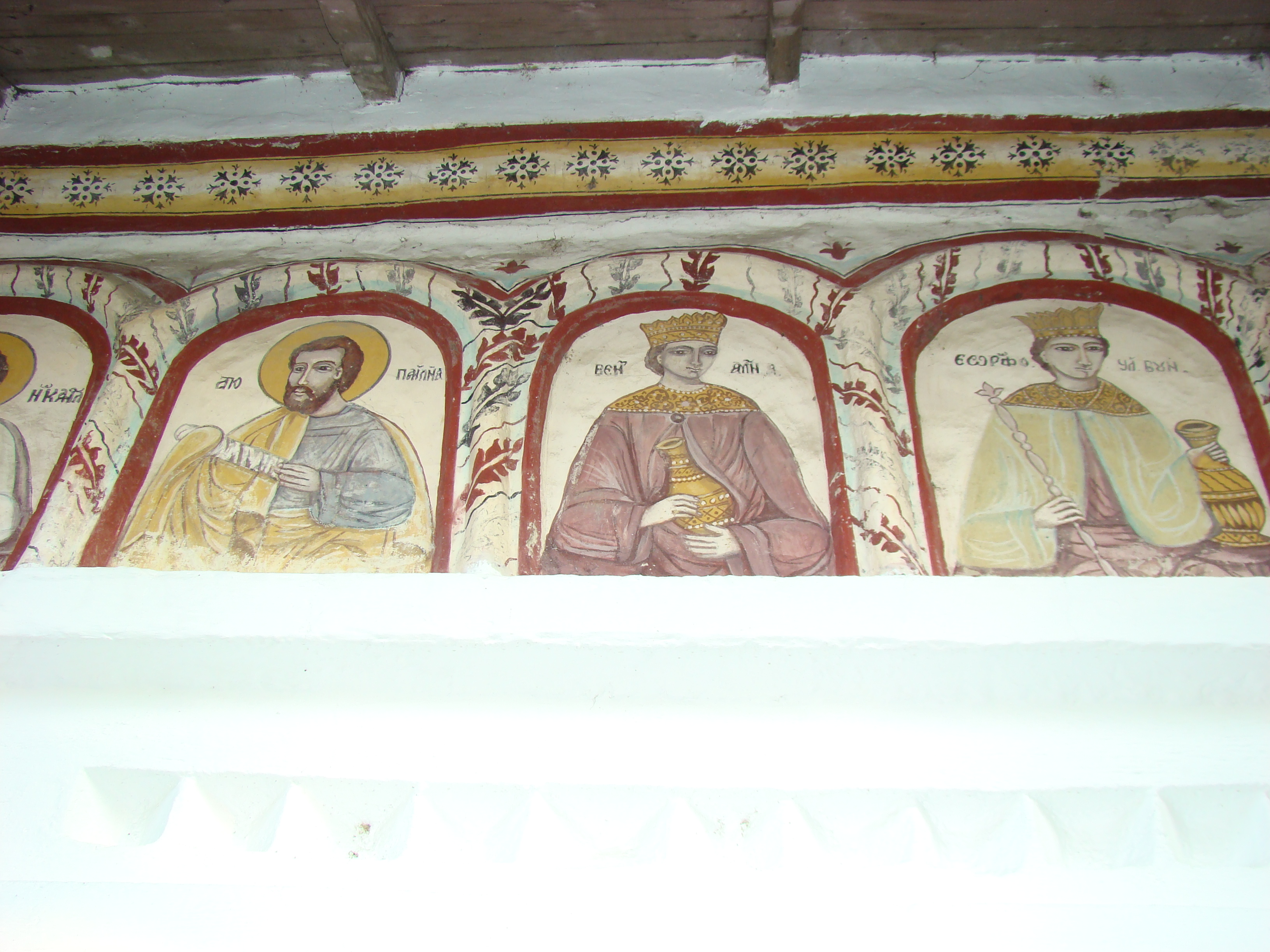
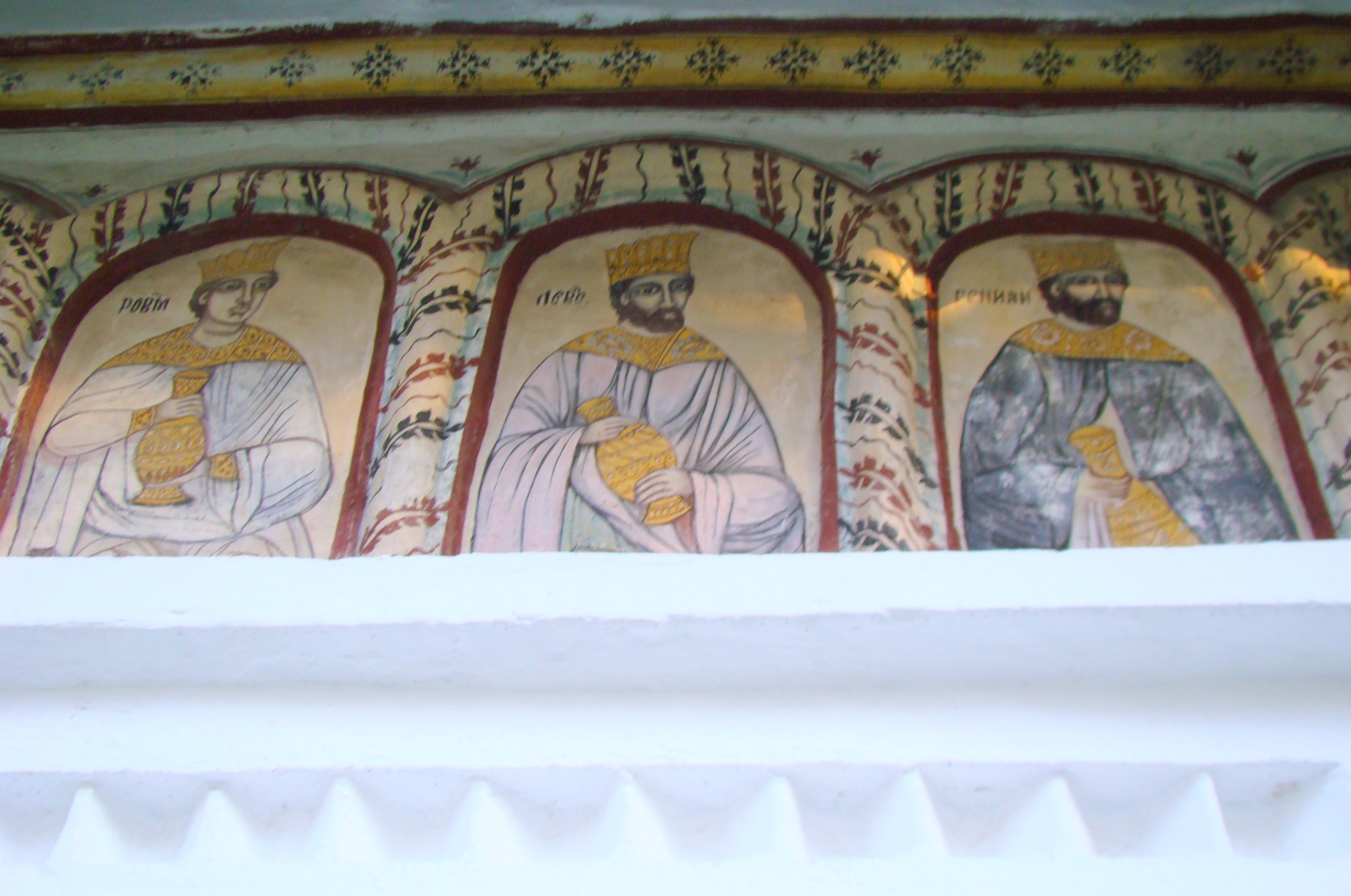
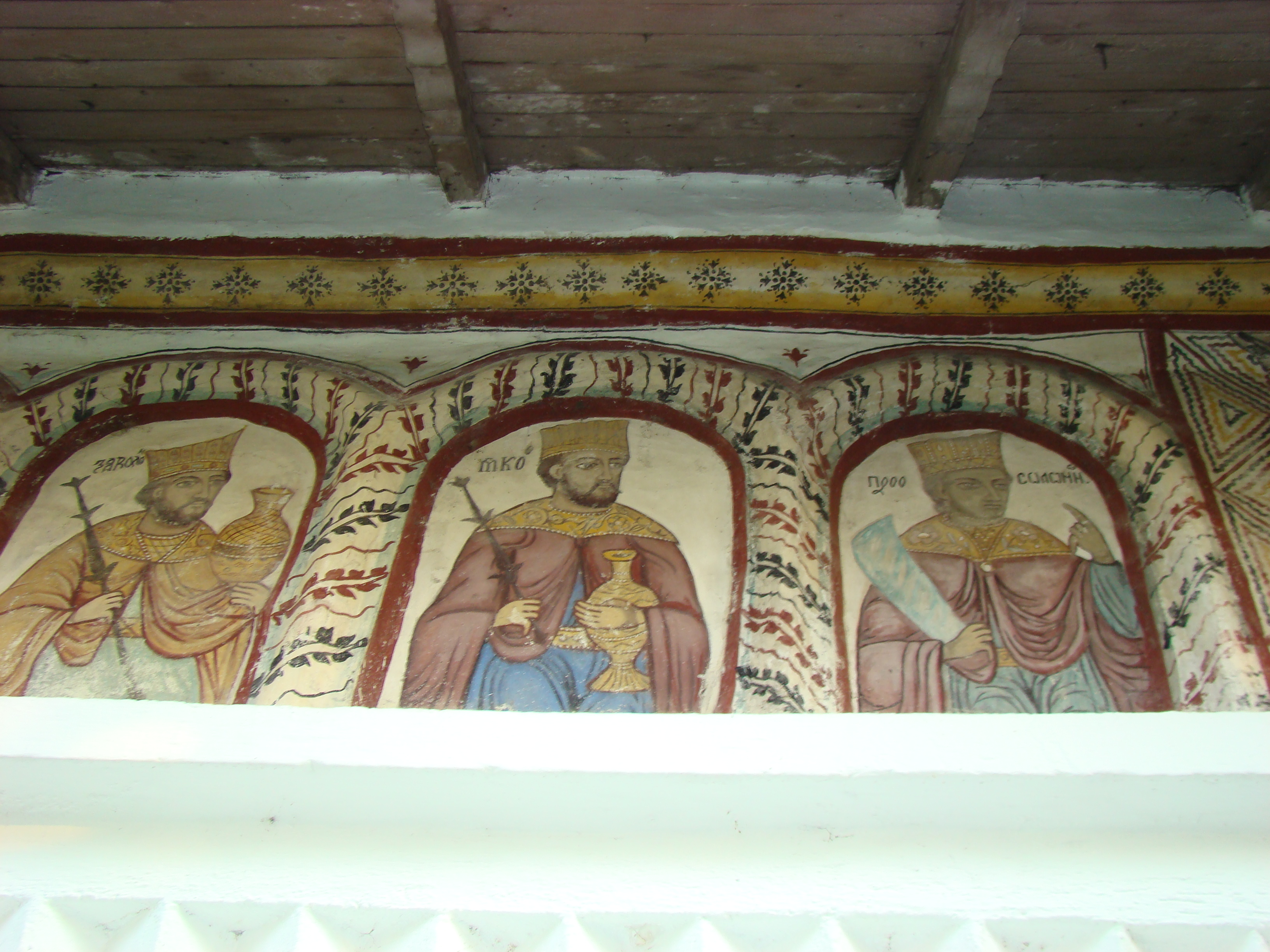
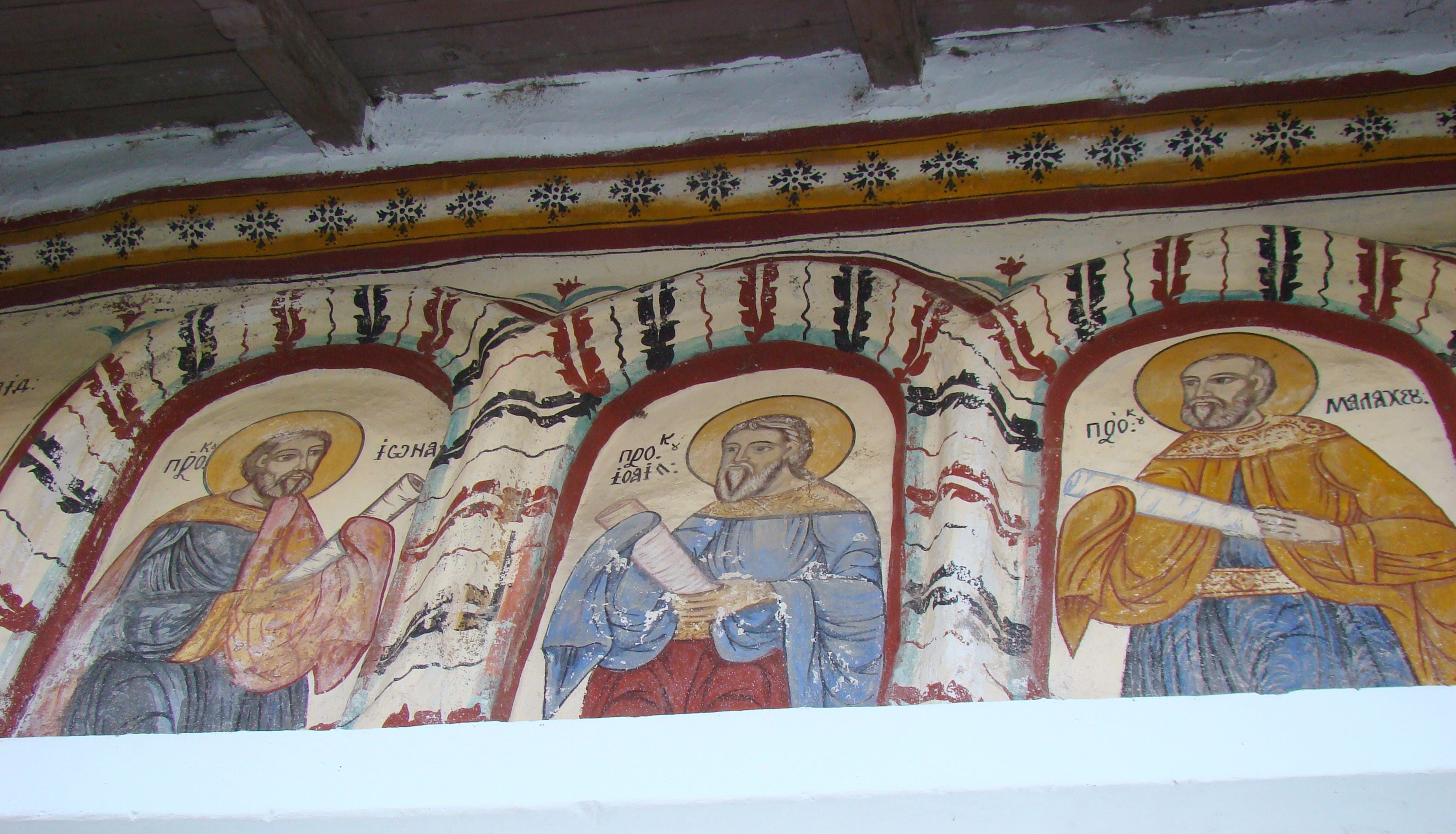
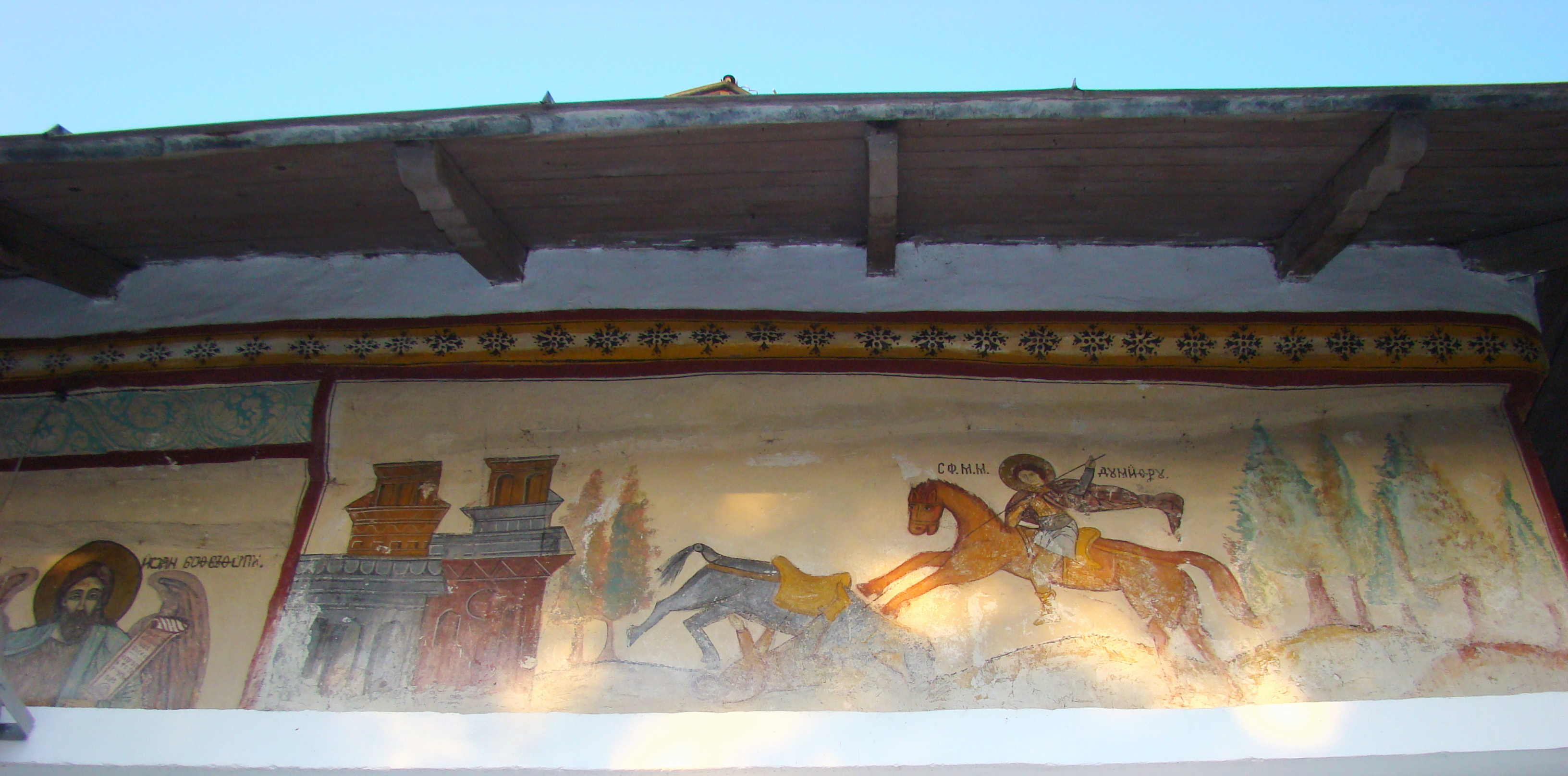
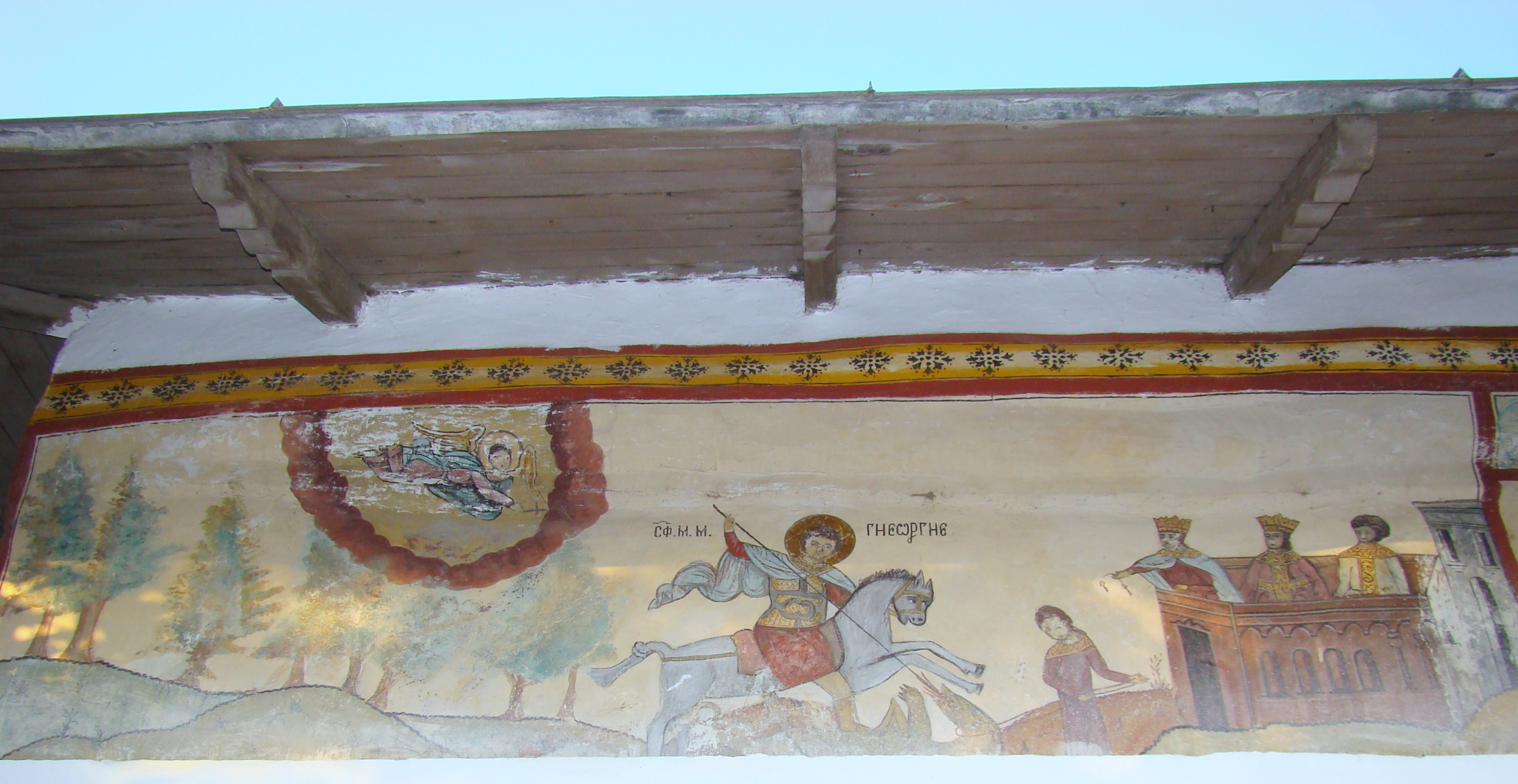